# Iglesia de Nuestra Señora de la Asunción (Villanueva de la Sierra)
La iglesia de Nuestra Señora de la Asunción es el templo parroquial católico de la villa española de Villanueva de la Sierra, en la provincia de Cáceres.
La actual iglesia fue construida en el siglo XVI, aunque anteriormente hubo aquí una primitiva construcción del siglo XV. Se ubica en el sureste de la localidad, abarcando la parcela una superficie gráfica de 582 m².

## Descripción

### Estructura
El edificio es de una sola nave y sus muros son de mampostería y sillarejo, reforzados con sillares en esquinas, portadas y contrafuertes. En 1973, los muros se cubrieron en ambos paramentos con cal. Tiene dos portadas; la principal, de arco apuntado, presentando encima rosetón polilobulado gótico; y la del Evangelio, de arco de medio punto sobre escalinatas, que lleva dovelones y alfiz con un quiebro para hornacina. El presbiterio presenta bóveda estrellada; el resto del techo tiene una simple cubierta de madera.
Probablemente el arquitecto Pedro de Ibarra participó en el campanario y en alguna otra parte del edificio. El campanario, de sillares graníticos, tiene cuatro cuerpos delimitados por impostas, albergando el superior tres vanos para las campanas y varias gárgolas. Junto a la torre hay una escalera de caracol, cuya cantería contiene una inscripción que la fecha en 1551.
|  |  |

### Bienes muebles

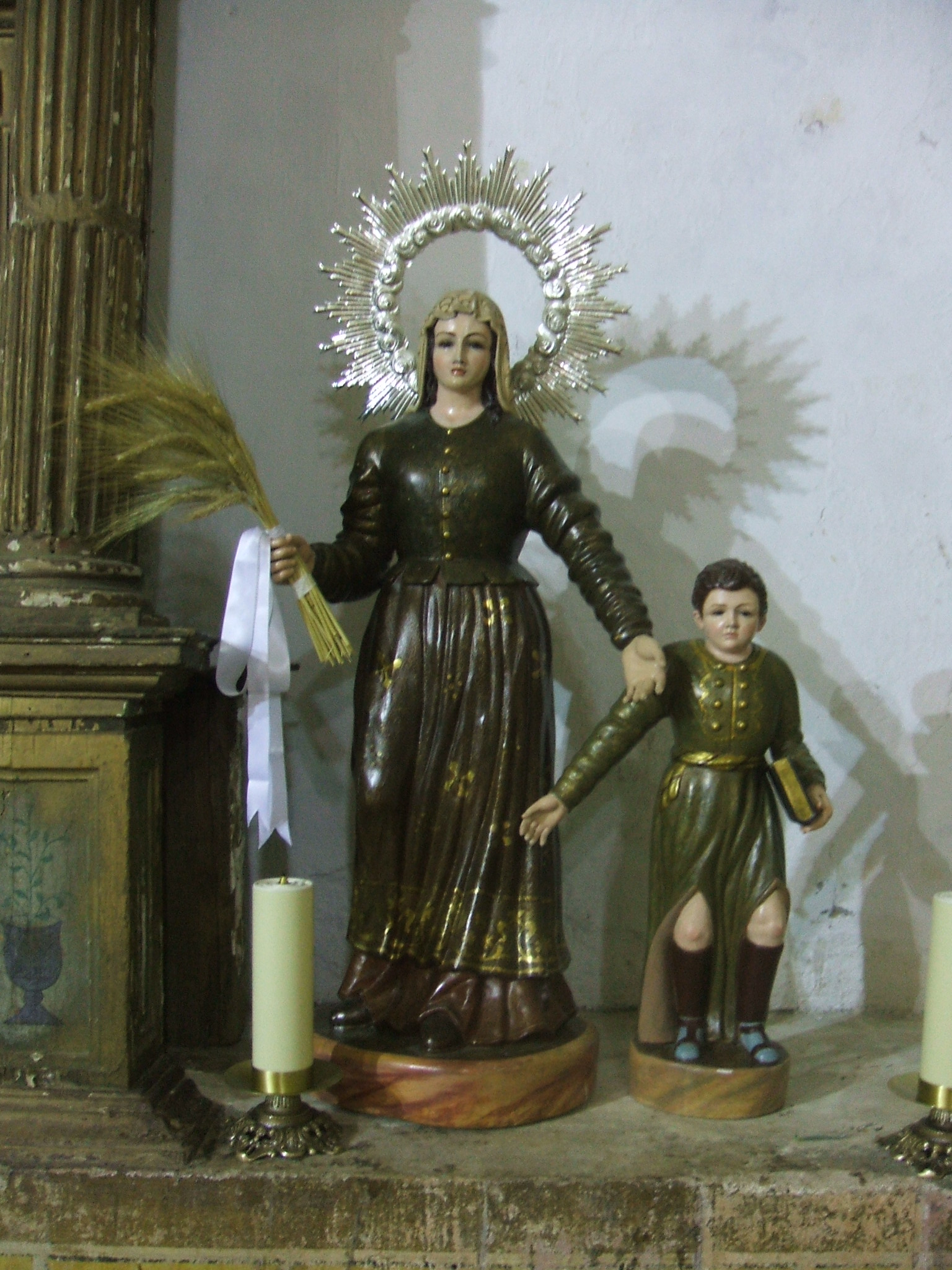
Santa Julita y Quirico

En la capilla bautismal hay una pila bautismal de granito gallonada, del siglo XVI. El coro se eleva sobre un bello arco rebajado. En la sacristía hay un lavabo de granito del siglo XVI y una pintura sobre tabla de san Bartolomé. En la capilla bautismal se veneran dos imágenes del siglo XVII: el Cristo de la Salud (procedente de la ermita del Cristo y ennegrecido por un incendio) y el Cristo Yacente, articulado. El tesoro parroquial incluye un copón del siglo XVI, dos cruces procesionales del siglo XVII y un cáliz del siglo XVIII.
El retablo mayor de la iglesia parroquial es de madera sobredorada y de estilo barroco inicial. Se compone de banco, dos cuerpos en tres calles y ático. Incluye decoración vegetal en varios puntos. El conjunto está repartido mediante dieciséis columnas estriadas de capitel corintio sobre plinto (las interiores, pareadas). Sobre el ático hay un frontón mixtilíneo y complejo que muestra en el tímpano altorrelieve de Dios Padre. Las hornacinas son de arco de medio punto, excepto la central (la que alberga la imagen de la Asunción) que es adintelada. La distribución del retablo es la siguiente:
- Calle central: en sentido ascendente, manifestador con Niño de la Bola, imagen titular de la Asunción de María, y calvario en el ático.
- Calle izquierda: imágenes de Dios Padre y la Virgen de Fátima.
- Calle derecha: imágenes de San Sebastián y el Corazón de María.
- Hasta el siglo XX el retablo tenía dos calles laterales más, que se retiraron por hallarse en mal estado. Aquí se hallaban la imagen de Santa Julita y Quirico y la de San José con el Niño, actualmente ubicadas junto al retablo pero fuera de él.

## Uso actual
Desde el punto de vista eclesiástico, el templo es sede de una parroquia que abarca el municipio de Villanueva de la Sierra, dependiente del arciprestazgo de Montehermoso en la diócesis de Coria-Cáceres. De esta parroquia depende la ermita de Dios Padre, conocido mirador ubicado en la sierra de Dios Padre desde el cual se ve una panorámica de gran parte del noroeste de la provincia de Cáceres.
El Plan General Municipal de Villanueva de la Sierra protege el edificio como monumento de relevancia local, con un nivel de protección urbanística integral.